# Купер, Уильям
Уи́льям Ку́пер (Вильям Купер, иногда Уильям Каупер, англ. William Cowper; 20 ноября, по другим сведениям 26 ноября 1731 — 25 апреля 1800) — английский поэт.

## Биография

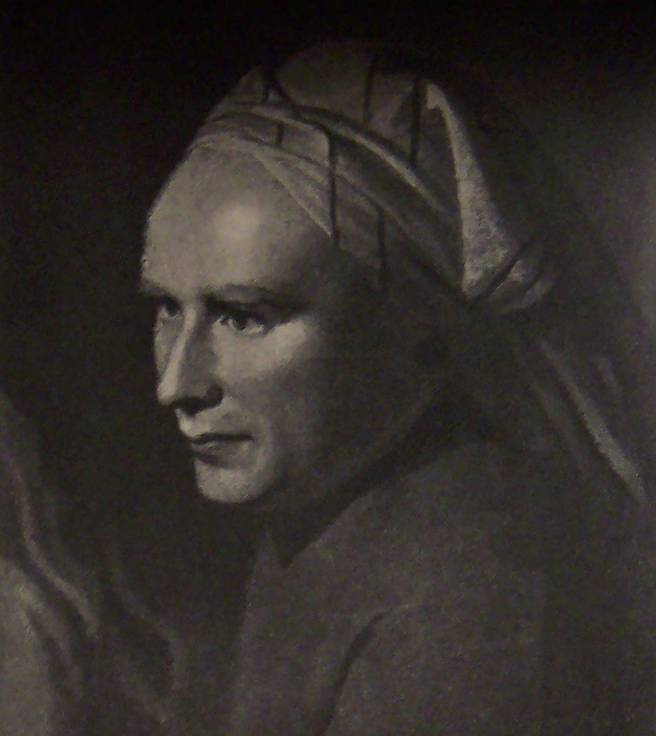
Уильям Купер

Воспитывался в Вестминстерской школе: вёл уединённую жизнь, наложившую печать меланхолии на его характер. Неудачная любовь сделала Купера ещё более угрюмым, и он даже покушался на самоубийство. Перевёл «Генриаду» Вольтера, затем писал лирические стихотворения и религиозные гимны. В 1774 г. вышел их первый сборник, не имевший успеха. В 1785 г. вышла вторая его книга: «The Task», отражающая более светлое настроение, которым Купер был обязан знакомству с талантливой леди Остен.
Этим сборником и последующими произведениями Купер создал себе выдающееся литературное положение. Его тихая искренняя поэзия, любовь к природе, художественное изображение её и стремление к естественности были началом реакции против риторической поэзии Александра Попа и сделали Купера, наряду с Вордсвортом, одним из двигателей английского «возрождения поэзии» начала XIX века. В конце жизни Купер впал в душевное расстройство. Посмертное собрание сочинений Купера вышло в 1803 г. (с биографией Гэйлея).
Купер пользовался мистическими трудами мадам Гюйон, был под влиянием квиетизма.